# (100202) 1994 GB
(100202) 1994 GB es un asteroide perteneciente al cinturón de asteroides, descubierto el 2 de abril de 1994 por Robert H. McNaught desde el Observatorio de Siding Spring, Nueva Gales del Sur, Australia.